# Cotton, Lloyd & Christian
Cotton, Lloyd & Christian was een Amerikaans/Australisch softrock-trio, bestaande uit Darryl Cotton, Michael Lloyd en Chris Christian.

## Geschiedenis
Multi-instrumentalist en singer-songwriter Michael Lloyd, voormalig lid van de psychedelische rockband The West Coast Pop Art Experimental Band tijdens zijn tienerjaren midden en laat jaren 1960, werd in 1970 aangesteld als vicepresident en verantwoordelijke voor A&R bij MGM Records door zijn adviseur Mike Curb. Lloyd ging verder als platenproducent, met name met The Osmonds, maar had ook een carrière als vertolker. In 1973 formeerde hij het opname- en songwritertrio Friends met Darryl Cotton en Steve Kipner. Darryl Cotton was voormalig lid van de band Zoot, die meerdere hitsingles hadden in Australië tussen 1969 en 1971. Nadat de band was ontbonden, reisde Cotton in 1972 naar het Verenigd Koninkrijk en daarna naar de Verenigde Staten. Kipner was een in de Verenigde Staten geboren Australiër, voormalig lid van Steve & the Board en de Britse band Tin Tin, die in 1971 een hit had in de Verenigde Staten met Toast and Marmalade for Tea. Het album Friends werd uitgebracht bij MGM Records. De meeste songs werden geschreven door Cotton, Lloyd en Kipner, afgezien van de single Gonna Have a Good Time, die een cover was van de song Good Times van The Easybeats. Het album werd geproduceerd door Lloyd.
De band Friends werd kort daarna ontbonden en Kipner formeerde de nieuwe band Skyband. Lloyd en Cotton verlieten MGM Records toen Curb ook vertrok om zijn eigen productiemaatschappij op te richten. Het koppel contracteerde de uit Texas afkomstige Chris Christian en in 1975 nam het trio hun eerste album Cotton, Lloyd & Christian op, uitgebracht door 20th Century Records. Hun versie van I go to pieces van Del Shannon en een hit van Peter & Gordon in 1965, werd een hit in de Billboard Hot 100 (#66). Andere nummers bevatten een vertraagde versie van de hit Baby Love van The Supremes, een songmedley van de rockopera Tommy van The Who en I Don't Know Why You Love Me. Het album werd opnieuw verpakt door Curb en Lloyd in 1976 en gebruikt als soundtrack van de film The Pom Pom Girls. Het tweede album Number Two van het trio verscheen ook in 1976 en in april 1977 brachten ze de single Crying in the Rain uit, geschreven door Carole King en Howard Greenfield en eerder opgenomen door The Everly Brothers. Beide albums werden geproduceerd door Lloyd en Curb. Er werden geen verdere opnamen meer uitgebracht door het trio.
Lloyd ging verder met zijn werk in Los Angeles en produceerde hits voor Shaun Cassidy en Leif Garrett en bovendien ook de soundtrack voor Dirty Dancing. Cotton ging verder als songwriter en vertolker en ging terug naar Australië in 1978, waar hij in 2012 overleed. Christian werkte ook succesvol als songwriter en platenproducent met Amy Grant en anderen.